# Fiat Palio
Fiat Palio je globální osobní automobil značky Fiat. Vyrábí se v Brazílii, Indii, Turecku, Jihoafrické republice a v Číně. Existuje v několika verzích. První generace se vyrábí od roku 1996, první modernizace přišla v roce 2001, druhá 2004, v roce 2007 třetí a v roce 2010 se pro modelový rok 2011 představila čtvrtá modernizace, tedy již pátá verze. V roce 2011 přišla nová generace, tentokrát určená hlavně pro trhy Jižní Ameriky.

## Karosářské verze
Fiat Palio existuje jako tří- nebo pětidveřový hatchback nebo o 395 mm delší kombi Weekend. Z tohoto modelu byl také odvozen sedan Siena a pickup Strada. Palio druhá generace se prodává jako pětidveřový hatchback, z něj odvozený sedan se jmenuje Grand Siena.

## Fiat Palio Weekend

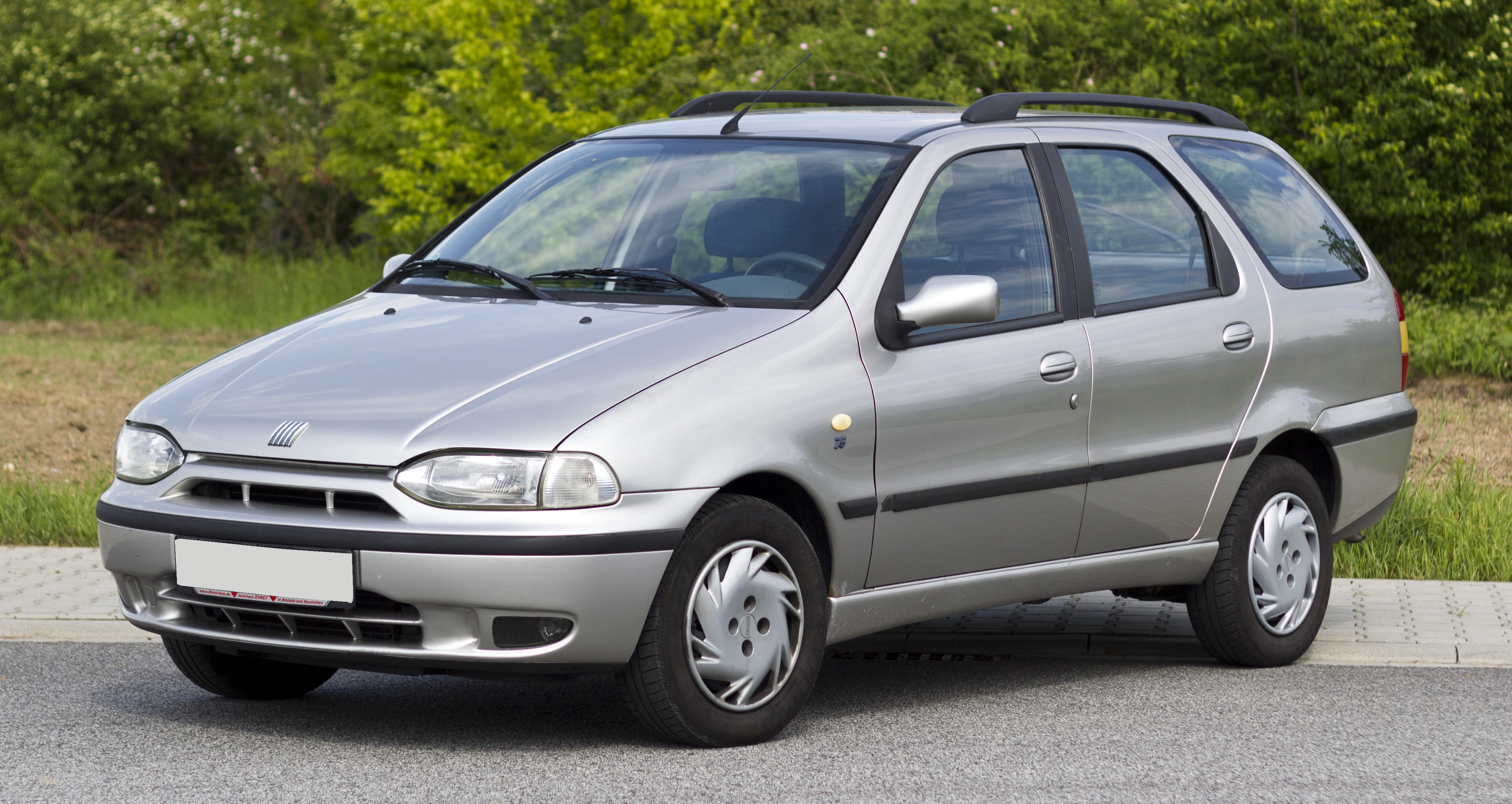
První generace Fiatu Palio Weekend

V současnosti se vyrábí teprve třetí generace odvozené verze kombi, Fiatu Palio Weekend. Mezi 1996 a 2001 se vyráběla první, v roce 2001 se začala vyrábět druhá. Výroba pokračovala do roku 2004, od 2004 se vyrábí třetí. Vyrábí se v Brazílii, Indii, Jihoafrické republice a v Číně.